# Constantina Pițigoi
Constantina Pițigoi (n. 25 iunie 1946) este o fostă handbalistă română, care a participat la Jocurile Olimpice de vară din 1976.
Pițigoi a făcut parte din echipa de handbal a României, care a terminat pe locul patru la turneul olimpic. Ea a jucat în toate cele cinci meciuri și a marcat două goluri.

## Distincții
- Medalia „Meritul Sportiv” clasa I (18 august 1976) „pentru rezultatele deosebite obținute la Jocurile olimpice de vară de la Montreal – 1976, precum și pentru contribuția adusă la dezvoltarea activității sportive și la creșterea prestigiului sportului românesc pe plan internațional”[3]